# 大津 (海防艦)
大津（おおつ/おほつ）は、日本海軍の未成海防艦。法令上は御蔵型海防艦の18番艦。艦名は、山口県の大津島にちなむ。

## 艦歴
改⑤計画の海防艦、第5251号艦型の15番艦、仮称艦名第5265号艦として計画されたが、日立造船に建造が割り当てられた本艦は、用兵側から要望のあった掃海具を装備した通称「日振型」として建造されることとなった。なお、改⑤計画により日立造船で建造された久米以下6隻はマル急計画艦とは異なり、全艦が掃海具を装備せずに九四式爆雷投射機と三型爆雷装填台を1基ずつ増備して竣工している。
1945年1月12日、日立造船株式会社桜島造船所で起工。3月5日、大津と命名されて御蔵型海防艦の15番艦に定められ、本籍を呉鎮守府と仮定。5月10日、進水。7月24日、阪神地区が空襲を受けた際、至近弾により後部外板と上甲板を損傷した。
終戦時未成。8月17日、工程75%で工事中止。1946年2月17日、暴風のため浸水し転覆。1947年2月1日、大阪地方復員局所管の行動不能艦艇（特）に定められる。同年10月から1948年3月25日にかけて、日立造船桜島造船所で解体された。

## 艤装員長
1. 神澤彪一 少佐：1945年4月1日 - 1945年8月20日